# Calandrella erlangeri
La terrera de Erlanger (Calandrella erlangeri) es una especie de ave paseriforme de la familia de los aláudidos. Se encuentra en África en las tierras altas de Etiopía. Su nombre hace honor al ornitólogo alemán Carlo von Erlanger.
Inicialmente se la consideró una subespecie de Calandrella blanfordi, pero Clements la categorizó como una especie distinta.